# Équipe de Belgique de football en 2007
Maillots
Chronologie
Saison précédente Saison suivante
L'équipe de Belgique de football dispute en 2007 la deuxième partie des éliminatoires du Championnat d'Europe.

## Objectifs
Le seul objectif pour la Belgique en cette année 2007 est de tenter de se qualifier pour le Championnat d'Europe 2008, après avoir manqué l'édition portugaise. L'opération semble toutefois compromise car, après cinq matchs disputés, les Diables Rouges sont 5e de leur groupe qualificatif emmené par une Finlande qui surprend et où seuls les deux premiers sont qualifiés.

## Résumé de la saison
Cette nouvelle déconvenue conduit à la démission d'Anthuenis. L'Union belge choisit comme nouveau sélectionneur René Vandereycken, pilier des Diables Rouges dans les années 1980, avec comme objectif de qualifier la Belgique pour l'Euro 2008. Mais dès l'entame des éliminatoires, les résultats ne sont pas à la hauteur des attentes, avec notamment un nul à domicile (0-0) contre le Kazakhstan en ouverture, puis deux défaites (4-0 et 1-2) face au Portugal et des revers en Serbie (1-0), face à la Pologne à domicile (0-1) et en Finlande (2-0). Elles entérinent rapidement l'élimination de la Belgique, qui finit cinquième de son groupe. En juin 2007, la Belgique apparaît à la 71e place du classement FIFA, sa plus mauvaise position depuis la création de ce classement en 1993. Dans l’ombre de l’équipe A, une nouvelle génération de jeunes joueurs atteint cependant les demi-finales du Championnat d'Europe espoirs en juin 2007, décrochant ainsi un ticket pour les Jeux olympiques pour la première fois depuis 1928. L’équipe belge espoirs atteindra les demi-finales du tournoi olympique en août 2008, avec une défense composée notamment de Vincent Kompany, Thomas Vermaelen et Jan Vertonghen, et un milieu de terrain où Marouane Fellaini et Mousa Dembélé impressionnent.

## Bilan de l'année
Le bilan est catastrophique pour la Belgique qui enregistre une défaite en amical et ne parvient pas à se qualifier pour la phase finale du Championnat d'Europe pour la seconde fois consécutive, elle termine à une indigne 5e place du groupe A. Seules éclaircies dans la grisaille, une victoire au caractère face à la Serbie (3-2) et la réintégration du top 50 au classement mondial de la FIFA.

### Championnat d'Europe 2008

#### Éliminatoires (Groupe A)
| Rang | Équipe      | Pts | J  | G | N | P | Bp | Bc | Diff |  | Résultats (▼ dom., ► ext.) |     |     |     |     |     |     |     |     |
| ---- | ----------- | --- | -- | - | - | - | -- | -- | ---- |  | -------------------------- | --- | --- | --- | --- | --- | --- | --- | --- |
| 1    | Pologne     | 28  | 14 | 8 | 4 | 2 | 24 | 12 | +12  |  | Pologne                    |     | 2-1 | 1-1 | 1-3 | 2-0 | 3-1 | 1-0 | 5-0 |
| 2    | Portugal    | 27  | 14 | 7 | 6 | 1 | 24 | 10 | +14  |  | Portugal                   | 2-2 |     | 1-1 | 0-0 | 4-0 | 3-0 | 1-0 | 3-0 |
| 3    | Serbie      | 24  | 14 | 6 | 6 | 2 | 22 | 11 | +11  |  | Serbie                     | 2-2 | 1-1 |     | 0-0 | 1-0 | 1-0 | 3-0 | 1-0 |
| 4    | Finlande    | 24  | 14 | 6 | 6 | 2 | 13 | 7  | +6   |  | Finlande                   | 0-0 | 1-1 | 0-2 |     | 2-0 | 2-1 | 1-0 | 2-1 |
| 5    | Belgique    | 18  | 14 | 5 | 3 | 6 | 14 | 16 | -2   |  | Belgique                   | 0-1 | 1-2 | 3-2 | 0-0 |     | 0-0 | 3-0 | 3-0 |
| 6    | Kazakhstan  | 10  | 14 | 2 | 4 | 8 | 11 | 21 | -10  |  | Kazakhstan                 | 0-1 | 1-2 | 2-1 | 0-2 | 2-2 |     | 1-2 | 1-1 |
| 7    | Arménie     | 9   | 12 | 2 | 3 | 7 | 4  | 13 | -9   |  | Arménie                    | 1-0 | 1-1 | 0-0 | 0-0 | 0-1 | 0-1 |     | ANN |
| 8    | Azerbaïdjan | 5   | 12 | 1 | 2 | 9 | 6  | 28 | -22  |  | Azerbaïdjan                | 1-3 | 0-2 | 1-6 | 1-0 | 0-1 | 1-1 | ANN |     |

- Sélections qualifiées pour l'Euro 2008

### Classement mondial FIFA
| Classement | Équipe             | Score total (déc. 2007) | Points précédents (déc. 2006) | Évolution | Position        |
| ---------- | ------------------ | ----------------------- | ----------------------------- | --------- | --------------- |
| 47         | Tunisie            | 639                     | 790                           | -151      | en diminution   |
| 48         | Australie          | 607                     | 703                           | -96       | en diminution   |
| 49         | Belgique           | 600                     | 563                           | +37       | en augmentation |
| 50         | Hongrie            | 588                     | 483                           | +105      | en augmentation |
| 51         | Bosnie-Herzégovine | 585                     | 511                           | +74       | en augmentation |

Source : FIFA.

## Les matchs
| Match amical                                                    | Belgique         | 0 - 2   | Tchéquie              | Stade Roi Baudouin Laeken, Belgique                |                                                    |
| 7 février 2007 · 20:45 heure locale · Historique des rencontres |                  | (0 – 1) | Koller 6e · Kulič 75e | Spectateurs : 12 500 Arbitrage : Jacek Granat (pl) | Spectateurs : 12 500 Arbitrage : Jacek Granat (pl) |
| 7 février 2007 · 20:45 heure locale · Historique des rencontres | Vanden Borre 86e | Rapport |                       | Spectateurs : 12 500 Arbitrage : Jacek Granat (pl) | Spectateurs : 12 500 Arbitrage : Jacek Granat (pl) |

| Championnat d'Europe 2008 Éliminatoires - Groupe A            | Portugal                                        | 4 - 0   | Belgique | Estádio José Alvalade XXI Lisbonne, Portugal    |                                                 |
| 24 mars 2007 · 21:00 heure locale · Historique des rencontres | Nuno Gomes 53e · Ronaldo 55e 75e · Quaresma 69e | (0 – 0) |          | Spectateurs : 47 000 Arbitrage : Kýros Vassáras | Spectateurs : 47 000 Arbitrage : Kýros Vassáras |
| 24 mars 2007 · 21:00 heure locale · Historique des rencontres | Report                                          |         |          | Spectateurs : 47 000 Arbitrage : Kýros Vassáras | Spectateurs : 47 000 Arbitrage : Kýros Vassáras |

| Championnat d'Europe 2008 Éliminatoires - Groupe A           | Portugal     | 1 - 2   | Belgique               | Stade Roi Baudouin Laeken, Belgique             |                                                 |
| 2 juin 2007 · 20:45 heure locale · Historique des rencontres | Fellaini 55e | (0 – 1) | Nani 43e · Postiga 64e | Spectateurs : 42 000 Arbitrage : Martin Hansson | Spectateurs : 42 000 Arbitrage : Martin Hansson |
| 2 juin 2007 · 20:45 heure locale · Historique des rencontres |              | Report  | Almeida 90+4e          | Spectateurs : 42 000 Arbitrage : Martin Hansson | Spectateurs : 42 000 Arbitrage : Martin Hansson |

| Championnat d'Europe 2008 Éliminatoires - Groupe A           | Finlande                     | 2 - 0   | Belgique          | Stade olympique Helsinki, Finlande          |                                             |
| 6 juin 2007 · 20:15 heure locale · Historique des rencontres | Johansson 27e · Eremenko 71e | (1 – 0) |                   | Spectateurs : 34 818 Arbitrage : Mike Riley | Spectateurs : 34 818 Arbitrage : Mike Riley |
| 6 juin 2007 · 20:15 heure locale · Historique des rencontres |                              | Report  | Fellaini 16e, 51e | Spectateurs : 34 818 Arbitrage : Mike Riley | Spectateurs : 34 818 Arbitrage : Mike Riley |

| Championnat d'Europe 2008 Éliminatoires - Groupe A            | Belgique                       | 3 - 2   | Serbie               | Stade Roi Baudouin Laeken, Belgique          |                                              |
| 22 août 2007 · 20:45 heure locale · Historique des rencontres | Dembélé 10e 88e · Mirallas 30e | (2 – 0) | Kuzmanović 73e 90+1e | Spectateurs : 19 202 Arbitrage : Terje Hauge | Spectateurs : 19 202 Arbitrage : Terje Hauge |
| 22 août 2007 · 20:45 heure locale · Historique des rencontres | Report                         |         |                      | Spectateurs : 19 202 Arbitrage : Terje Hauge | Spectateurs : 19 202 Arbitrage : Terje Hauge |

| Championnat d'Europe 2008 Éliminatoires - Groupe A                 | Kazakhstan                     | 2 - 2   | Belgique                    | Stade central Almaty, Kazakhstan                 |                                                  |
| 12 septembre 2007 · 21:00 heure locale · Historique des rencontres | Byakov 39e · Smakov 77e (pen.) | (1 – 2) | Geraerts 13e · Mirallas 24e | Spectateurs : 18 100 Arbitrage : Alexandru Tudor | Spectateurs : 18 100 Arbitrage : Alexandru Tudor |
| 12 septembre 2007 · 21:00 heure locale · Historique des rencontres | Report                         |         |                             | Spectateurs : 18 100 Arbitrage : Alexandru Tudor | Spectateurs : 18 100 Arbitrage : Alexandru Tudor |

| Championnat d'Europe 2008 Éliminatoires - Groupe A               | Belgique | 0 - 0   | Finlande | Stade Roi Baudouin Laeken, Belgique               |                                                   |
| 13 octobre 2007 · 20:45 heure locale · Historique des rencontres |          | (0 – 0) |          | Spectateurs : 21 393 Arbitrage : Costas Kapitanis | Spectateurs : 21 393 Arbitrage : Costas Kapitanis |
| 13 octobre 2007 · 20:45 heure locale · Historique des rencontres | Report   |         |          | Spectateurs : 21 393 Arbitrage : Costas Kapitanis | Spectateurs : 21 393 Arbitrage : Costas Kapitanis |

| Championnat d'Europe 2008 Éliminatoires - Groupe A               | Belgique                               | 3 - 0   | Arménie | Stade Roi Baudouin Laeken, Belgique                        |                                                            |
| 17 octobre 2007 · 20:45 heure locale · Historique des rencontres | Sonck 63e · Dembélé 69e · Geraerts 76e | (0 – 0) |         | Spectateurs : 14 812 Arbitrage : Jóhannes Valgeirsson (hu) | Spectateurs : 14 812 Arbitrage : Jóhannes Valgeirsson (hu) |
| 17 octobre 2007 · 20:45 heure locale · Historique des rencontres | Report                                 |         |         | Spectateurs : 14 812 Arbitrage : Jóhannes Valgeirsson (hu) | Spectateurs : 14 812 Arbitrage : Jóhannes Valgeirsson (hu) |

| Championnat d'Europe 2008 Éliminatoires - Groupe A                | Pologne          | 2 - 0   | Belgique | Stade de Silésie Chorzów, Pologne                |                                                  |
| 17 novembre 2007 · 20:30 heure locale · Historique des rencontres | Smolarek 45e 49e | (1 – 0) |          | Spectateurs : 41 450 Arbitrage : Claus Bo Larsen | Spectateurs : 41 450 Arbitrage : Claus Bo Larsen |
| 17 novembre 2007 · 20:30 heure locale · Historique des rencontres | Report           |         |          | Spectateurs : 41 450 Arbitrage : Claus Bo Larsen | Spectateurs : 41 450 Arbitrage : Claus Bo Larsen |

| Championnat d'Europe 2008 Éliminatoires - Groupe A                | Azerbaïdjan | 0 - 1   | Belgique    | Stade Tofiq-Béhramov Bakou, Azerbaïdjan     |                                             |
| 21 novembre 2007 · 21:00 heure locale · Historique des rencontres |             | (0 – 0) | Pieroni 52e | Spectateurs : 17 000 Arbitrage : Asaf Kenan | Spectateurs : 17 000 Arbitrage : Asaf Kenan |
| 21 novembre 2007 · 21:00 heure locale · Historique des rencontres | Report      |         |             | Spectateurs : 17 000 Arbitrage : Asaf Kenan | Spectateurs : 17 000 Arbitrage : Asaf Kenan |

## Les joueurs
| Joueurs              | Joueurs                      | Amical  | QCE 2008 | QCE 2008 | QCE 2008 | QCE 2008 | QCE 2008 | QCE 2008 | QCE 2008 | QCE 2008 | QCE 2008 |
| -------------------- | ---------------------------- | ------- | -------- | -------- | -------- | -------- | -------- | -------- | -------- | -------- | -------- |
| Gardiens de but      |                              |         |          |          |          |          |          |          |          |          |          |
| Stijn Stijnen        | Club Bruges KV               | 67e     | 90       | 90       | 90       | 90       | 90       | 90       | 90       | 90       | r        |
| Brian Vandenbussche  | SC Heerenveen                | 67e     | r        |          |          |          | r        |          |          | r        | 90       |
| Logan Bailly         | KRC Genk                     |         |          | r        | r        | r        |          |          |          |          |          |
| Silvio Proto         | RSC Anderlecht               |         |          |          |          |          |          | r        | r        |          |          |
| Défenseurs           |                              |         |          |          |          |          |          |          |          |          |          |
| Carl Hoefkens        | Stoke City                   | 46e     | 64e 15e  | 45+2e    |          | 90       | 90       |          |          |          |          |
| Daniel Van Buyten    | Bayern Munich                | 90      | 90       |          |          |          | r        | 90       | 60e      | 90       | 90       |
| Thomas Vermaelen     | Ajax Amsterdam               | 35e     |          | 90       | 45+2e    | 90       | 90       |          |          |          |          |
| Peter Van der Heyden | VfL Wolfsburg                | 90      | 90       |          |          |          |          |          |          |          |          |
| Timmy Simons         | PSV Eindhoven                | 35e     |          | 90       | 90       | 90       | 90       | 90       | 90       |          |          |
| Jelle Van Damme      | RSC Anderlecht               | 46e     | 81e 89e  |          | 90 85e   |          |          |          |          | r        | 90       |
| Anthony Vanden Borre | RSC Anderlecht               | 46e 86e | r        |          | r        | 67e      | r        |          |          |          |          |
| Philippe Clement     | Club Bruges KV               |         | 90       | 90       | 90       |          |          |          |          |          |          |
| Nicolas Lombaerts    | KAA La Gantoise              |         | r        |          | r        | 90e      | r        | 90       | 83e      |          |          |
| Vincent Kompany      | Hambourg SV                  |         |          |          |          | 90       | 90       | 90       | 60e      | 90       |          |
| Guillaume Gillet     | KAA La Gantoise              |         |          |          |          |          |          | 90       | r        | 90       | 90       |
| Gill Swerts          | Vitesse Arnhem               |         |          |          |          |          |          | r        | 90 2e    | r        | 90       |
| Milieux              |                              |         |          |          |          |          |          |          |          |          |          |
| Steven Defour        | Standard de Liège            | 90      | 90       | 90 63e   | 90       | 86e      | 90 51e   |          | 90       | 61e      | 46e      |
| Gaby Mudingayi       | Lazio Rome                   | 46e     | 90       | 76e      |          | 90       |          | 90       |          |          |          |
| Marouane Fellaini    | Standard de Liège            | 90      | 90 58e   | 90       | 16e, 51e |          | 90 75e   |          | 90       | 90       | 90 81e   |
| Koen Daerden         | Club Bruges KV               | 90 74e  |          |          |          |          |          |          |          |          |          |
| Maarten Martens      | AZ Alkmaar                   | 73e     | 56e      | r        | 45+2e    | r        |          |          |          |          |          |
| Mousa Dembélé        | AZ Alkmaar                   | 61e     |          |          |          | 90e      | 90       | 90       | 90       | 90       | 90       |
| Mark De Man          | RSC Anderlecht               |         | 90 38e   | 45+2e    | 90       | r        |          |          | r        | r        | r        |
| Thomas Chatelle      | KRC Genk                     |         | 56e      |          |          |          |          |          |          |          |          |
| Jan Vertonghen       | RKC Waalwijk                 |         |          | 90       | 90       |          | 63e      | r        | 83e      | 90       | 90       |
| Karel Geraerts       | Standard de Liège            |         |          | 76e      |          | 90       | 77e      | r        | 90       | 84e      | 46e 35e  |
| Gaëtan Englebert     | Club Bruges KV               |         |          | r        |          |          |          |          |          |          |          |
| Tom De Mul           | Ajax Amsterdam               |         |          | 61e      | 55e      |          |          |          |          |          |          |
| Faris Haroun         | KRC Genk                     |         |          |          | 55e      |          | 77e      | 67e      |          | 84e      | r        |
| Bart Goor            | RSC Anderlecht               |         |          |          |          | 90 32e   | 84e      | 67e      | 90       | 90       | 68e      |
| Christophe Grégoire  | KAA La Gantoise              |         |          |          |          |          |          | 67e      |          |          | 68e      |
| Killian Overmeire    | KSC Lokeren                  |         |          |          |          |          |          |          |          |          | r        |
| Attaquants           |                              |         |          |          |          |          |          |          |          |          |          |
| Luigi Pieroni        | AJ Auxerre                   | 61e     |          |          |          |          |          |          |          | 61e      | 81e 41e  |
| Kevin Vandenbergh    | KRC Genk                     | 73e     | r        | r        | r        |          |          |          |          |          |          |
| Mbo Mpenza           | RSC Anderlecht               |         | 81e      |          |          | 86e      | 84e      |          |          |          |          |
| François Sterchele   | Germinal Beerschot Antwerpen |         | 64e      | 61e      | 86e      | r        |          | 84e      | r        |          |          |
| Émile Mpenza         | Manchester City              |         |          | 90       | 86e      |          |          |          |          |          |          |
| Kevin Mirallas       | Lille OSC                    |         |          |          |          | 67e ,    | 63e      | 84e 73e  | 46e      | 76e      | 81e      |
| Wesley Sonck         | Club Bruges KV               |         |          |          |          |          |          | 67e      | 46e      |          |          |
| Stein Huysegems      | FC Twente                    |         |          |          |          |          |          |          |          | 76e      |          |

Un « r » indique un joueur qui était parmi les remplaçants mais qui n'est pas monté au jeu.
1. 1 2 3 4 5 6 7 8 9 10  Dernière sélection officielle pour le joueur.
2. 1 2 3 4 5 6 7 8 9 10  Première sélection officielle pour le joueur.
3. 1 2  Premier but officiel pour le joueur.

## Aspects socio-économiques

### Audiences télévisuelles
| Jour de diffusion | Match                  | Compétition          | Diffuseur francophone | Téléspectateurs | Diffuseur néerlandophone | Téléspectateurs |
| ----------------- | ---------------------- | -------------------- | --------------------- | --------------- | ------------------------ | --------------- |
| 7 février 2007    | Belgique - Tchéquie    | Amical               | non diffusé           | non diffusé     | Canvas                   | n.c.            |
| 24 mars 2007      | Portugal - Belgique    | Championnat d'Europe | non diffusé           | non diffusé     | VT4                      | 473 024         |
| 2 juin 2007       | Belgique - Portugal    | Championnat d'Europe | Club RTL              | 378 600         | Canvas                   | 639 168         |
| 6 juin 2007       | Finlande - Belgique    | Championnat d'Europe | Club RTL              | 323 800         | VT4                      | n.c.            |
| 22 août 2007      | Belgique - Serbie      | Championnat d'Europe | Club RTL              | 382 200         | Canvas                   | 592 000         |
| 12 septembre 2007 | Kazakhstan - Belgique  | Championnat d'Europe | non diffusé           | non diffusé     | non diffusé              | non diffusé     |
| 13 octobre 2007   | Belgique - Finlande    | Championnat d'Europe | La Deux               | n.c.            | Canvas                   | n.c.            |
| 17 octobre 2007   | Belgique - Arménie     | Championnat d'Europe | non diffusé           | non diffusé     | Canvas                   | n.c.            |
| 17 novembre 2007  | Pologne - Belgique     | Championnat d'Europe | non diffusé           | non diffusé     | VT4                      | n.c.            |
| 21 novembre 2007  | Azerbaïdjan - Belgique | Championnat d'Europe | non diffusé           | non diffusé     | non diffusé              | non diffusé     |

Sources : 
- CIM (via TVvisie)[stats 2],[stats 3].

## Sources

### Archives
1. ↑  (nl) « Concentra online archief », sur krantenarchief.concentra.be, Mediahuis.

### Statistiques
1. ↑  « CLASSEMENT MASCULIN », sur fifa.com, FIFA, 17 décembre 2007 (consulté le 15 juillet 2021)
2. ↑  (nl) « Kijkcijfers Vlaanderen », sur tvvisie.be, CIM
3. ↑  (nl) « Kijkcijfers Wallonië », sur tvvisie.be, CIM